# Velká Sova

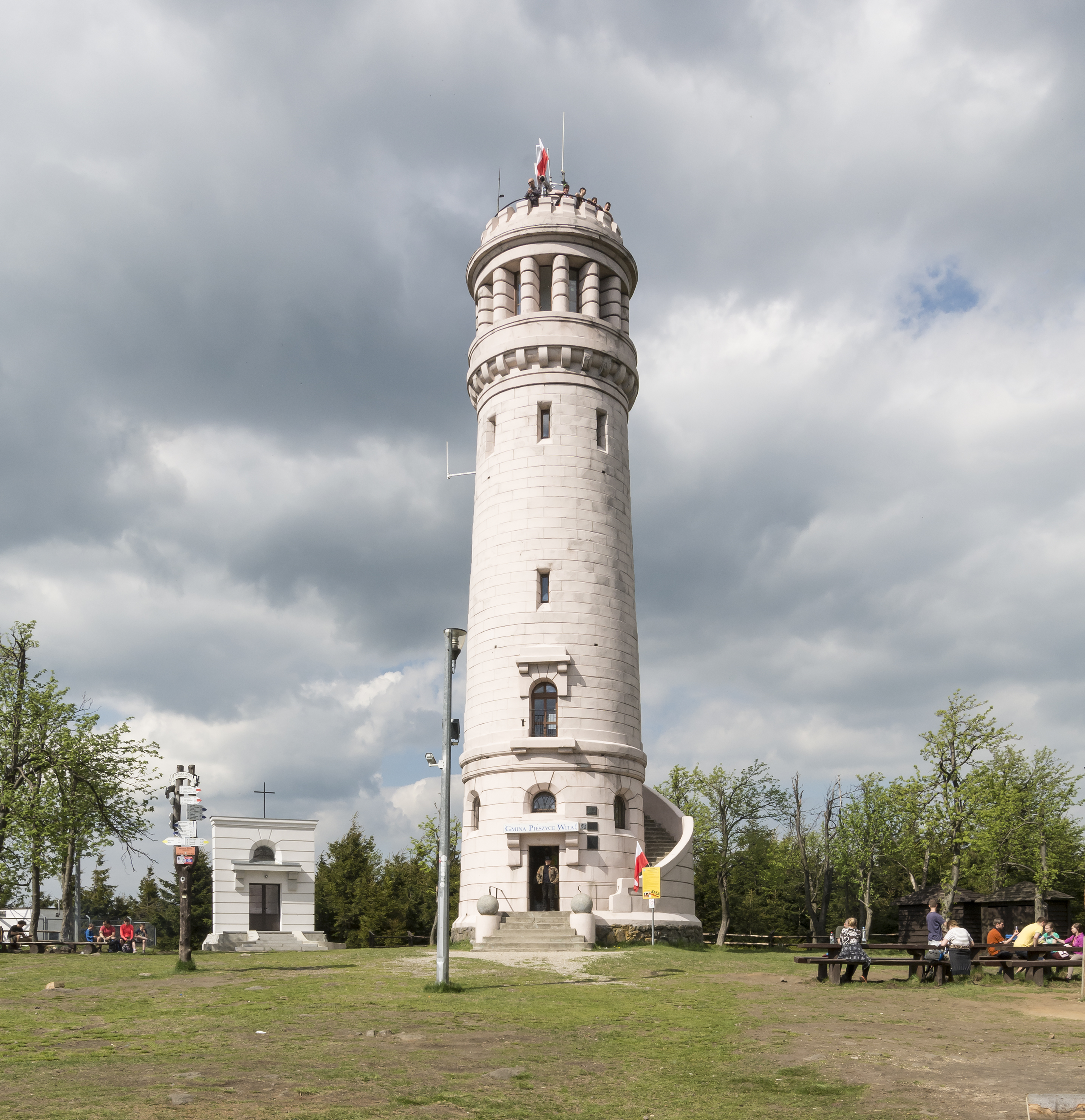
Rozhledna na Velké Sově

Wielka Sowa (česky Velká Sova[zdroj?], německy Hohe Eule, 1015 m n. m.) je nejvyšší hora Sovích hor. Leží na území okresu Dzierżoniów v Dolnoslezském vojvodství v jihozápadním Polsku, poblíž obce Walim. Patří mezi vrcholy Koruny hor Polska. Na vrcholu stojí 25 m vysoká kamenná rozhledna.